# 泉の一葉マツ
泉の一葉マツ（いずみのいちようマツ）は、福島県南相馬市原町区に生育しているクロマツの巨木である。推定の樹齢400年以上とされるこのクロマツの古木は、2011年3月11日に発生した東北地方太平洋沖地震による津波被害を耐え抜き、海水による塩害にも負けずに生き残った。

## 由来
泉の一葉マツは、海岸から約1.5キロメートル内陸に入った南相馬市原町区泉の泉公会堂近くにあり、近くには、水田地帯が広がっている。樹高は約8メートル、根回りは約3メートルで、四方に広がった枝の幅は約14メートルに及んでいる。クロマツの針葉は通常2本で1対となっているが、このマツには一葉だけのものが交じっていて学術的にも貴重なものとされ、「一葉マツ」の名がついた。
かつて武蔵坊弁慶がこの地で長者屋敷を焼き払った際、燃え盛る屋敷の様子をこのマツに腰かけて眺めていたという伝説があり、「弁慶の腰かけマツ」「弁慶松」の別名でも呼ばれている。大正時代まではマツがもう1本あったが、枯死したためこのマツのみが残されていた。福島県はこのマツを1955年12月27日に県の天然記念物に指定している。

## 東北地方太平洋沖地震後
2011年3月11日に発生した東北地方太平洋沖地震による津波は、海岸線から1.5キロメートル内陸に入ったこの地区をも襲い、付近は約1.5メートルも冠水して多くの民家や樹木が流され、すぐ近くにテトラポッドが打ち上げられるなどの被害を受けた。泉の一葉マツはこの事態を耐え抜き、ほぼ原形をとどめている。周囲の田畑は津波による塩害の影響を受けたが、一葉マツは特に塩害の影響は見られず生育状況は順調である。泉の一葉マツと同じく津波を耐え抜き、「奇跡の一本松」として知られた岩手県陸前高田市の高田松原のマツは、根が腐ってしまい蘇生が絶望的なだけに、南相馬市文化財課の職員は「よくぞ枯れなかった」と感心していた。
東北地方太平洋沖地震の後、福島第一原子力発電所事故の影響により「緊急時避難準備区域」に指定された原町区では、2011年9月末に指定解除になったのちも、2012年1月の時点で住民のほぼ半数に上る約2万2千人の人々が地元を離れて暮らしている。南相馬市は泉の一葉マツを、戻ってくる住民のために地域の復興シンボルとして残そうと、支柱の交換などで手厚く保護する方針を決めている。

## 交通アクセス
所在地
福島県南相馬市原町区泉字町池499
交通
JR常磐線・原ノ町駅から北泉経由牛島行バス泉公会堂前下車徒歩5分。または国道6号「道の駅南相馬」から車で約10分。